# Црно Камање
Црно Камање је насељено место у Карловачкој жупанији у Хрватској. Административно припада општини Генералски Стол.

## Становништво
Према попису становништва из 2001. године, насеље је имало 20 становника у 10 породичних домаћинстава.
Кретање броја становника по пописима 1857—2001.
| година пописа  | 1857. | 1869. | 1880. | 1890. | 1900. | 1910. | 1921. | 1931. | 1948. | 1953. | 1961. | 1971. | 1981. | 1991. | 2001. |
| бр. становника | 142   | 112   | 124   | 112   | 104   | 89    | 71    | 72    | 81    | 81    | 83    | 69    | 53    | 39    | 20    |